# 華雪りら
華雪 りら（はなゆき りら、1993年10月14日 - ）は、日本の女優。元宝塚歌劇団星組・宙組の娘役。
大阪府池田市、府立池田北高等学校出身。身長157.5cm。血液型B型。愛称は「えりか」、「えり」。
所属事務所はPKP。

## 来歴
2010年、宝塚音楽学校入学。
2012年、音楽学校卒業後、宝塚歌劇団に98期生として入団。入団時の成績は27番。宙組公演「華やかなりし日々／クライマックス」で初舞台。
2013年、組まわりを経て宙組に配属。
2017年11月20日付で星組へと組替え。
2022年7月24日、「めぐり会いは再び next generation／Gran Cantante!!」東京公演千秋楽をもって、宝塚歌劇団を退団。
退団後はPKP所属となり、芸能活動を再開。
2025年2月20日、一般男性との結婚を発表。

## 宝塚歌劇団時代の主な舞台

### 初舞台
- 2012年4 - 5月、宙組『華やかなりし日々』『クライマックス』（宝塚大劇場）

### 組まわり
- 2012年6 - 7月、宙組『華やかなりし日々』『クライマックス』（東京宝塚劇場）
- 2012年10 - 12月、雪組『JIN-仁-』『GOLD SPARK!-この一瞬を永遠に-』

### 宙組時代
- 2013年3 - 6月、『モンテ・クリスト伯』 - 新人公演：アルベール（幼少時代）（本役：花咲あいり）『Amour de 99!!-99年の愛-』
- 2013年7 - 8月、『うたかたの恋』 - アデーレ／アンナ『Amour de 99!!-99年の愛-』（全国ツアー）
- 2013年9 - 12月、『風と共に去りぬ』 - 新人公演：ベティ（本役：咲花莉帆）
- 2014年2 - 3月、『翼ある人びと-ブラームスとクララ・シューマン-』（ドラマシティ・日本青年館）
- 2014年5 - 7月、『ベルサイユのばら-オスカル編-』 - 新人公演：ル・ルー（本役：すみれ乃麗）[6]
- 2014年9月、『SANCTUARY（サンクチュアリ）』（バウホール） - 侍女
- 2014年11 - 2015年2月、『白夜の誓い -グスタフIII世、誇り高き王の戦い-』 - 新人公演：グスタフ（少年時代）（本役：星風まどか）『PHOENIX 宝塚!!-蘇る愛-』
- 2015年3 - 4月、『TOP HAT』（梅田芸術劇場・赤坂ACTシアター） - ショーガール
- 2015年6 - 8月、『王家に捧ぐ歌』 - 新人公演：女官タラータ（本役：綾瀬あきな）
- 2015年10月、『相続人の肖像』（バウホール） - ケイト／アイリーン
- 2016年1 - 3月、『Shakespeare〜空に満つるは、尽きせぬ言の葉〜』 - 新人公演：ハムネット（本役：遥羽らら）『HOT EYES!!』
- 2016年5月、『ヴァンパイア・サクセション』（ドラマシティ・KAAT神奈川芸術劇場） - リンダ
- 2016年7 - 10月、『エリザベート-愛と死の輪舞（ロンド）-』 - 新人公演：女官
- 2016年11 - 12月、『バレンシアの熱い花』 - バレンシアーナの女『HOT EYES!!』（全国ツアー）
- 2017年2 - 4月、『王妃の館-Château de la Reine-』 - 新人公演：岩波正枝（本役：花音舞）『VIVA! FESTA!』
- 2017年6月、『A Motion（エース モーション）』（梅田芸術劇場・文京シビックホール）
- 2017年8 - 11月、『神々の土地』 - 客／貴婦人、新人公演：皇女タチアナ（本役：遥羽らら）『クラシカル ビジュー』

### 星組時代
- 2018年2月、『うたかたの恋』 - ハンナ『Bouquet de TAKARAZUKA（ブーケ ド タカラヅカ）』（中日劇場）
- 2018年4 - 7月、『ANOTHER WORLD』 - 舞姫、新人公演：染次（本役：紫りら）『Killer Rouge（キラー ルージュ）』
- 2018年8 - 11月、『Thunderbolt Fantasy（サンダーボルト ファンタジー）東離劍遊紀（とうりけんゆうき）』 - 人形（神仙）『Killer Rouge／星秀☆煌紅』（梅田芸術劇場・日本青年館・國家戯劇院・高雄市文化中心 至徳堂）
- 2019年1 - 3月、『霧深きエルベのほとり』 - アデーレ・クライン、新人公演：ゼルマ（本役：夢妃杏瑠）『ESTRELLAS（エストレ―ジャス）〜星たち〜』
- 2019年5月、『アルジェの男』 - シュザンヌ／教会の女『ESTRELLAS（エストレ―ジャス）〜星たち〜』（全国ツアー）
- 2019年7 - 10月、『GOD OF STARS -食聖-』『Éclair Brillant（エクレール ブリアン）』
- 2019年11 - 12月、『ロックオペラ モーツァルト』（梅田芸術劇場・東京建物 Brillia HALL） - パブの店員／貴族
- 2020年2 - 3月、『眩耀（げんよう）の谷〜舞い降りた新星〜』 - 王后『Ray-星の光線-』（宝塚大劇場）
- 2020年7 - 9月、『眩耀（げんよう）の谷〜舞い降りた新星〜』 - 王后『Ray-星の光線-』（東京宝塚劇場）
- 2020年12月、『シラノ・ド・ベルジュラック』（ドラマシティ） - 物売り娘
- 2021年2 - 5月、『ロミオとジュリエット』
- 2021年7月、『マノン』（バウホール・KAAT神奈川芸術劇場） - マリア
- 2021年9 - 12月、『柳生忍法帖』 - お蝶『モアー・ダンディズム!』[6]
- 2022年2月、『王家に捧ぐ歌』（御園座） - 女官ワーヘド
- 2022年4 - 7月、『めぐり会いは再び next generation-真夜中の依頼人（ミッドナイト・ガールフレンド）-』 - プリンセス・ネージュ／伯爵夫人『Gran Cantante（グラン カンタンテ）!!』 退団公演[8][6]

## 宝塚歌劇団退団後の主な活動

### 舞台
- 2024年9月、『The Voice Wars 三声王の歓笑』（心斎橋PARCO）[9]

### CM・広告
- 信用協同組合（2024年4月1日 - ） - 令和6年度ポスターモデル